# 高井田駅 (大阪府東大阪市)
高井田駅（たかいだえき）は、大阪府東大阪市川俣一丁目にある、大阪市高速電気軌道 (Osaka Metro) 中央線の駅。駅番号はC22。
JRおおさか東線の高井田中央駅が当駅の真上にあり、連絡通路等はないものの相互駅間での乗り換えが可能である。

## 歴史
- 1985年（昭和60年）4月5日：大阪市営地下鉄中央線深江橋 - 長田間の開通と同時に開業[1]。
- 2008年（平成20年）3月15日：JRおおさか東線の高井田中央駅が開業し、乗換駅となる[注 1]。
- 2018年（平成30年）4月1日：大阪市交通局の民営化により、大阪市高速電気軌道 (Osaka Metro) の駅となる。
- 2024年（令和6年）9月8日：可動式ホーム柵の運用を開始[3]。

## 駅構造
島式ホーム1面2線の地下駅。ホームの一部分は上下線側が壁で仕切られている。改札口は1か所のみ。トイレは改札内にある。
当駅は阿波座管区駅に所属し、長田駅が管轄している。

### のりば
| 番線 | 路線   | 行先                           |
| ---- | ------ | ------------------------------ |
| 1    | 中央線 | 生駒・学研奈良登美ヶ丘方面     |
| 2    | 中央線 | 本町・弁天町・大阪港・夢洲方面 |

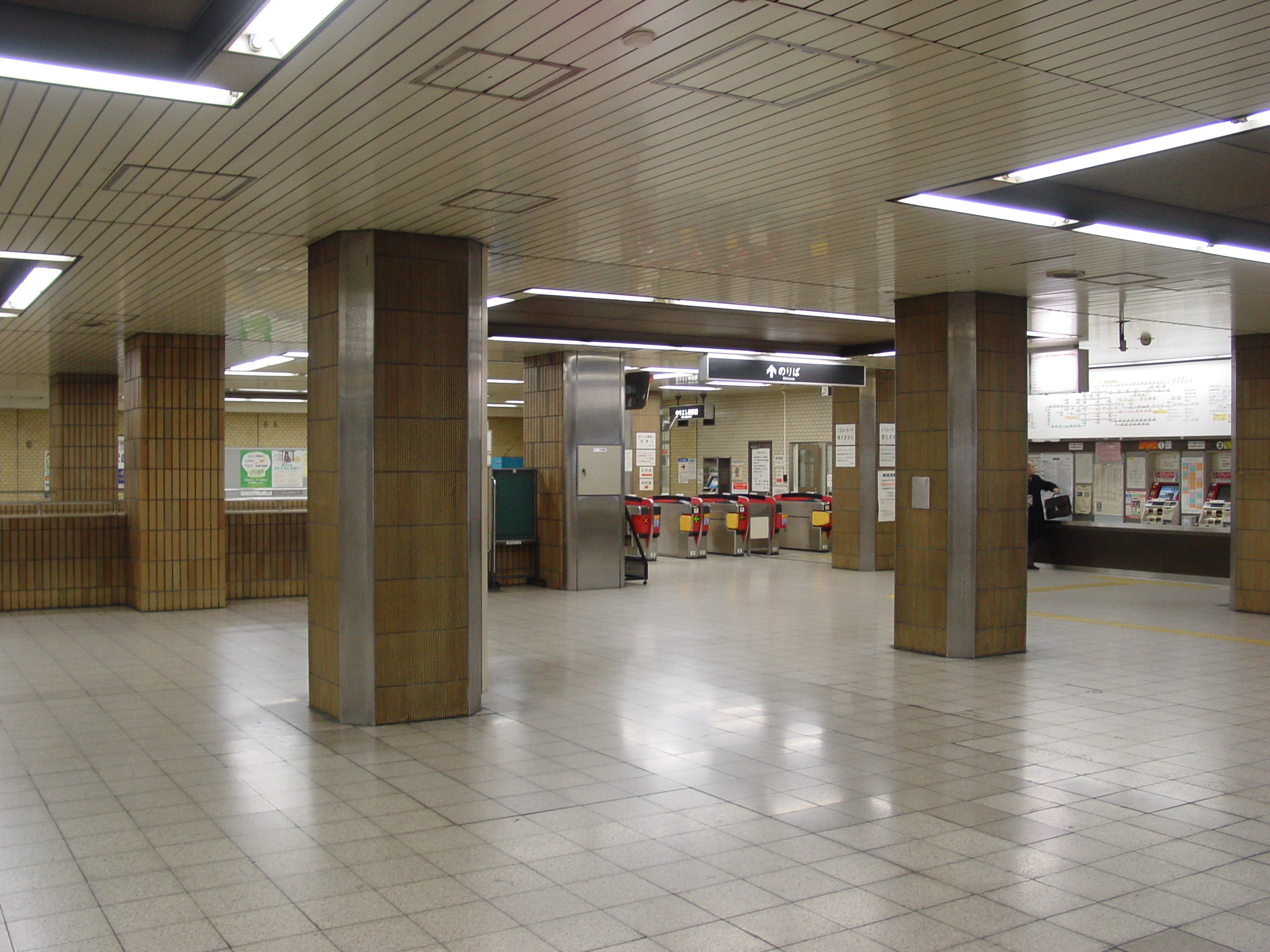
コンコース（2009年2月）
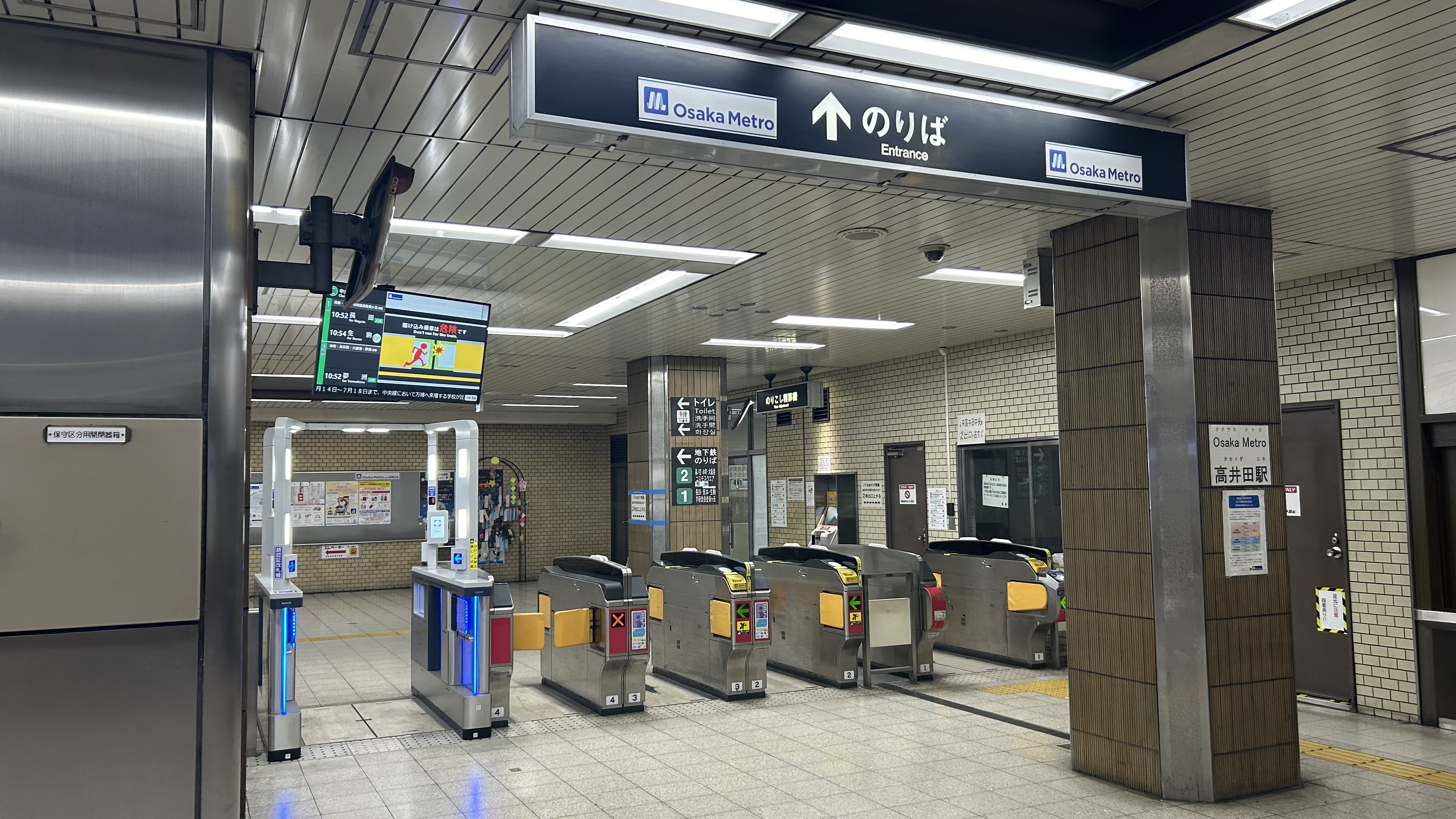
改札口
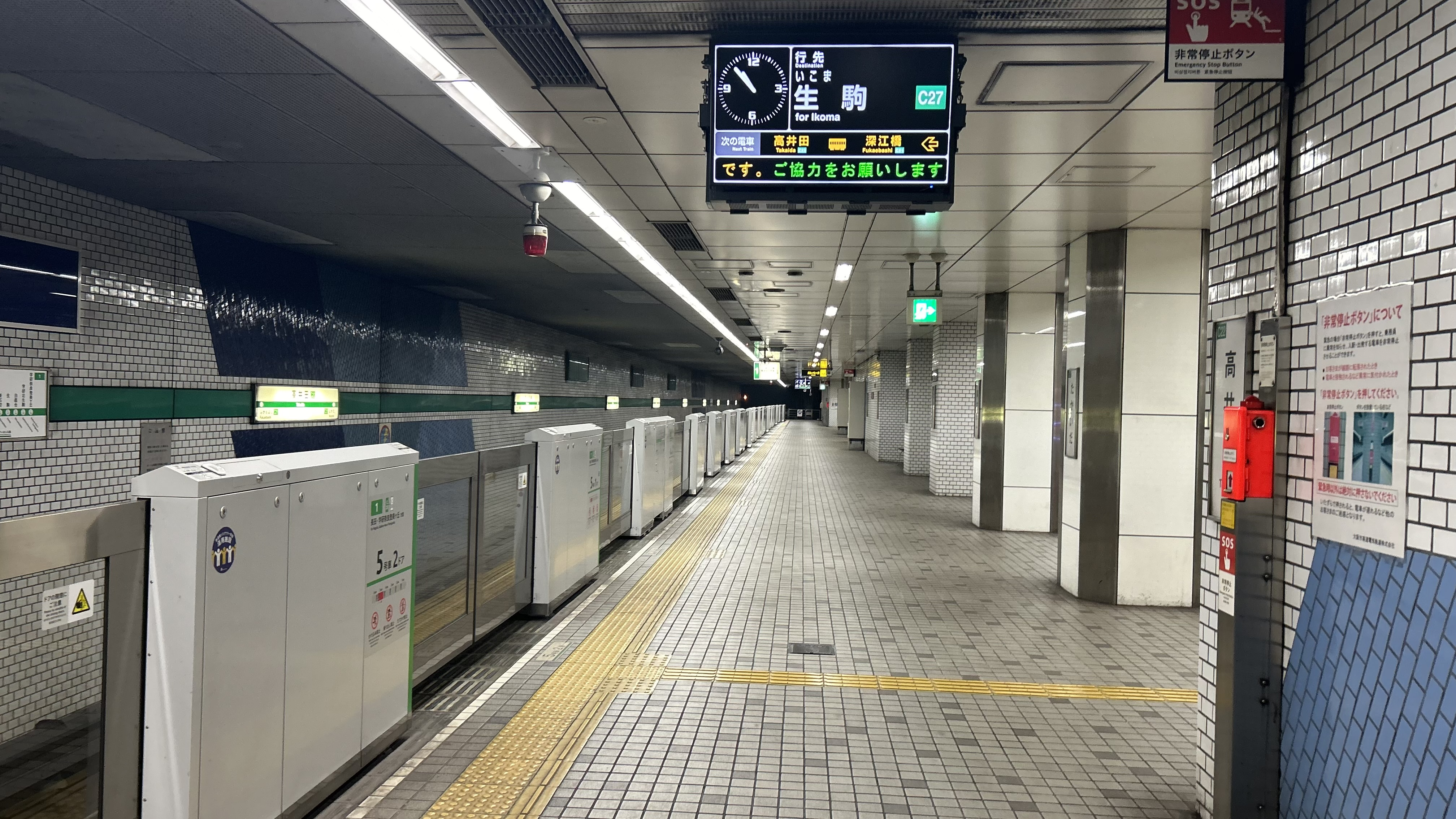
1番線ホーム
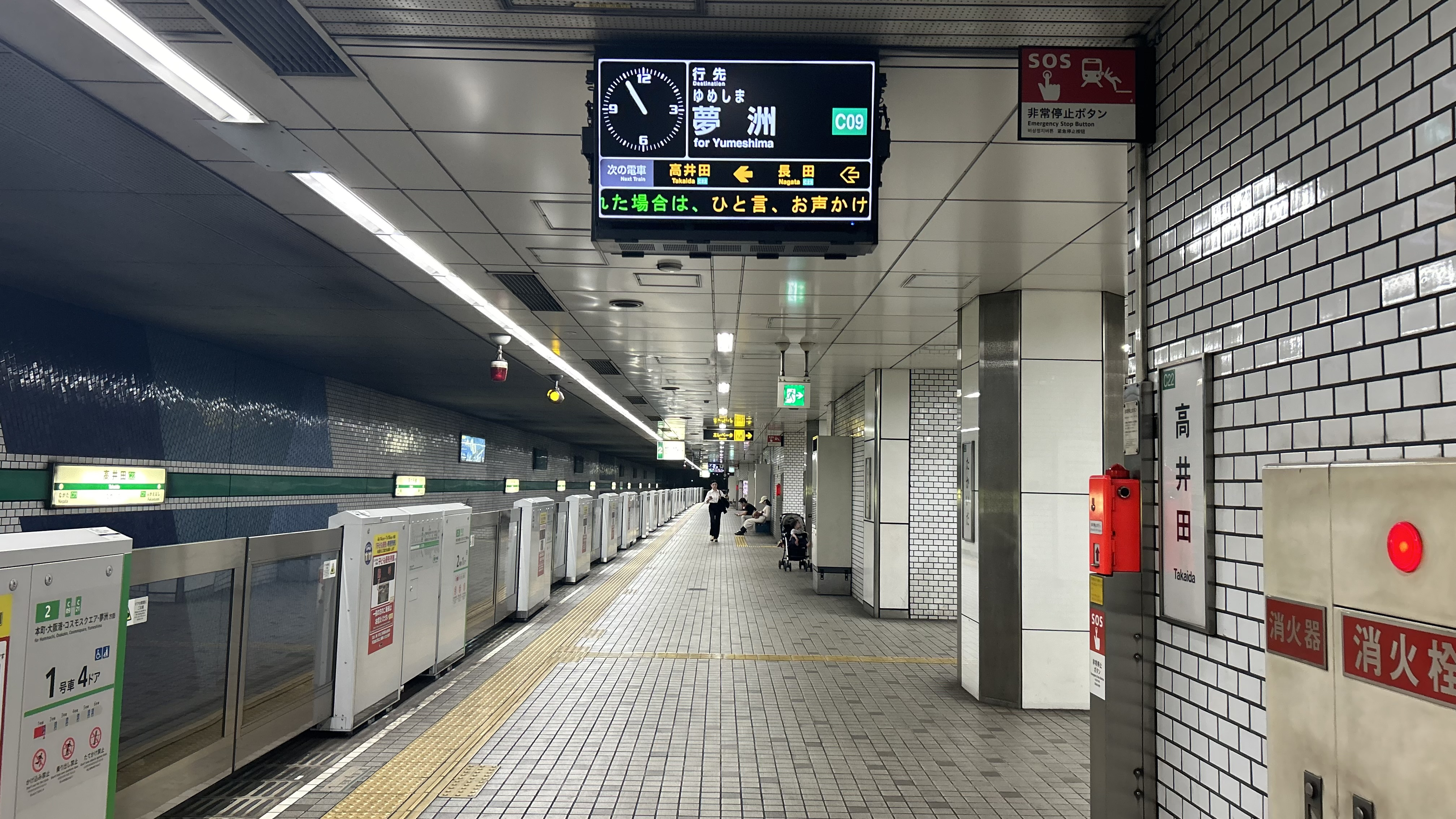
2番線ホーム
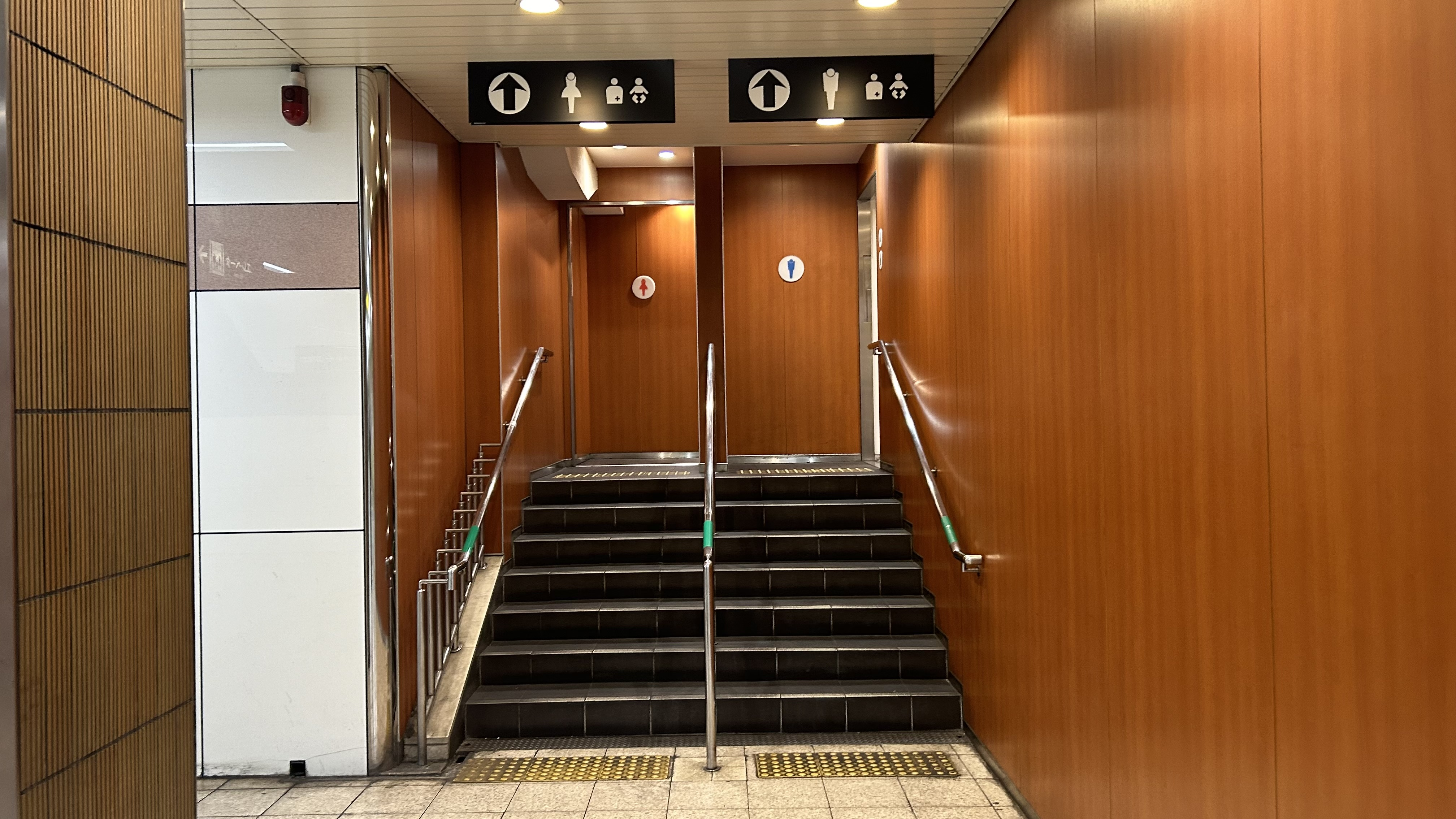
トイレ
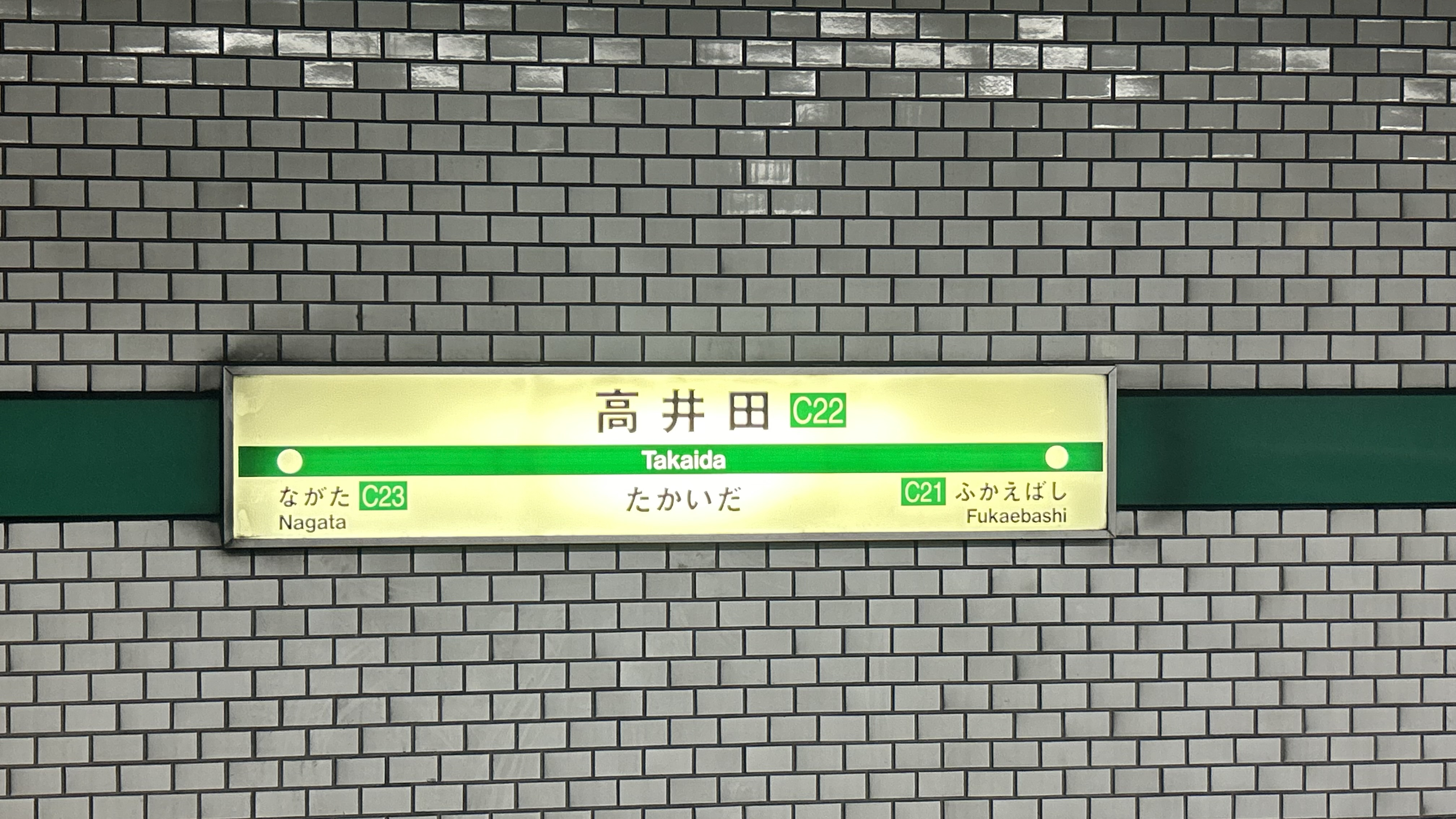
駅名標

### 出口
| 出口番号 | 出口周辺                   | 備考             |
| -------- | -------------------------- | ---------------- |
| 1        |                            |                  |
| 2        | JRおおさか東線高井田中央駅 |                  |
| 3        | ルクスビル連絡通路         | エレベーターあり |

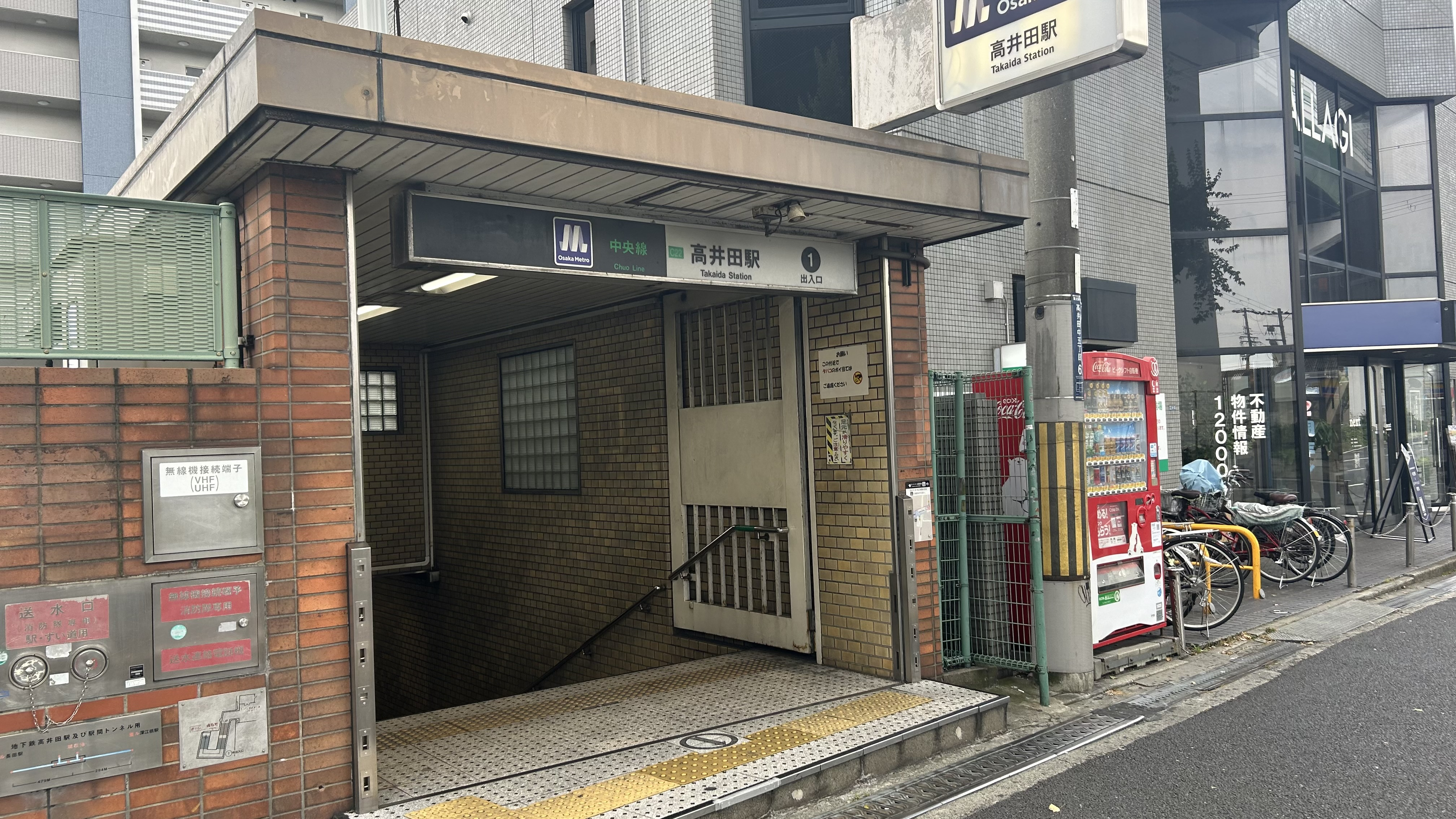
1号出入口
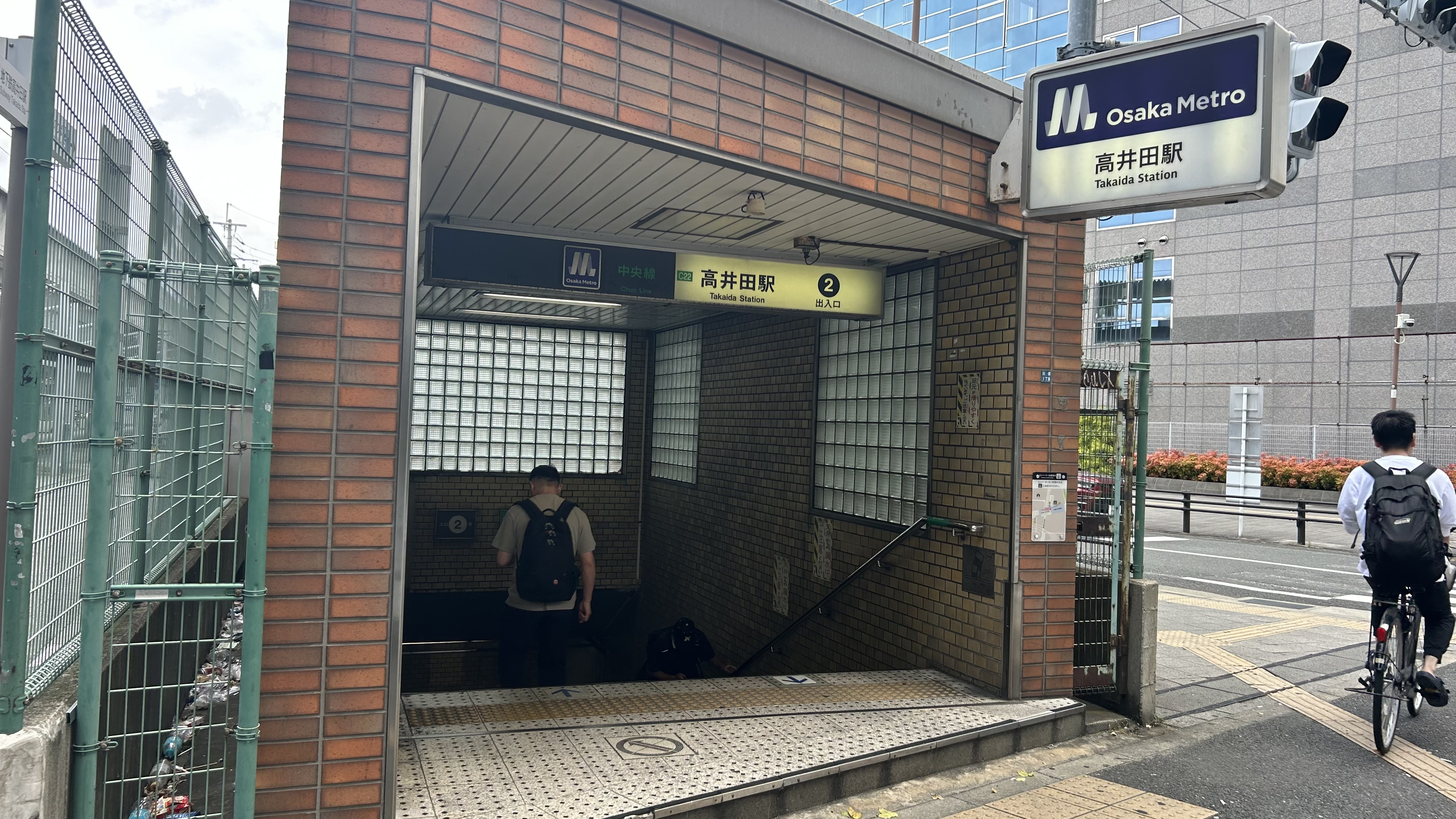
2号出入口
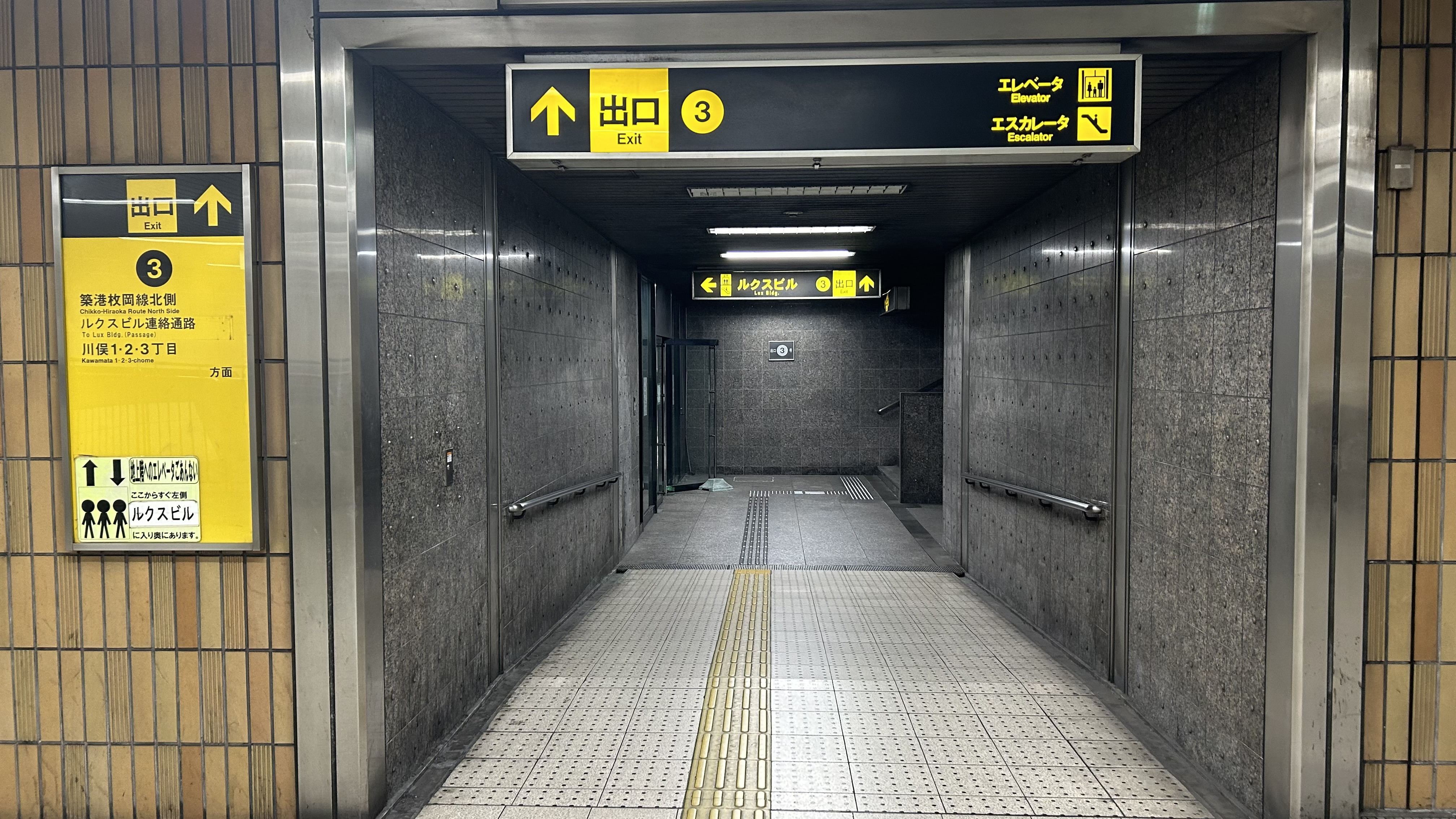
3号出入口

## 利用状況
2024年11月12日の1日乗降人員は18,180人（乗車人員：9,213人、降車人員：8,967人）である。
中央線の駅では最も乗降人員が少ないが、2008年にJRおおさか東線 高井田中央駅が開業し、乗換駅となってからは増加傾向にある。
| 年度   | 調査日   | 乗車人員 | 降車人員 | 乗降人員 |
| ------ | -------- | -------- | -------- | -------- |
| 1985年 | 11月12日 | 2,593    | 2,532    | 5,125    |
| 1987年 | 11月10日 | 3,981    | 3,934    | 7,915    |
| 1990年 | 11月06日 | 5,014    | 4,826    | 9,840    |
| 1995年 | 2月15日  | 5,862    | 5,336    | 11,198   |
| 1998年 | 11月10日 | 5,725    | 5,868    | 11,593   |
| 2007年 | 11月13日 | 5,927    | 5,811    | 11,738   |
| 2008年 | 11月11日 | 6,767    | 6,451    | 13,218   |
| 2009年 | 11月10日 | 6,803    | 6,567    | 13,370   |
| 2010年 | 11月09日 | 6,786    | 6,482    | 13,268   |
| 2011年 | 11月08日 | 6,802    | 6,527    | 13,334   |
| 2012年 | 11月13日 | 7,136    | 6,873    | 14,009   |
| 2013年 | 11月19日 | 7,325    | 7,104    | 14,429   |
| 2014年 | 11月11日 | 7,546    | 7,286    | 14,832   |
| 2015年 | 11月17日 | 7,856    | 7,549    | 15,405   |
| 2016年 | 11月08日 | 8,258    | 7,899    | 16,157   |
| 2017年 | 11月14日 | 8,315    | 8,037    | 16,352   |
| 2018年 | 11月13日 | 8,844    | 8,168    | 17,012   |
| 2019年 | 11月12日 | 9,295    | 8,431    | 17,726   |
| 2020年 | 11月10日 | 8,614    | 7,713    | 16,327   |
| 2021年 | 11月16日 | 8,111    | 7,836    | 15,947   |
| 2022年 | 11月15日 | 8,358    | 8,245    | 16,603   |
| 2023年 | 11月07日 | 8,903    | 8,673    | 17,576   |
| 2024年 | 11月12日 | 9,213    | 8,967    | 18,180   |

## 駅周辺
当駅は旧高井田村（現在の高井田・高井田中・高井田本通・高井田西・高井田元町）の北東端に位置する。このため、西南端に位置する大阪シティバスの高井田停留所とは2 kmほど離れている。当駅が開業するまでは、高井田停留所付近が主に「高井田」と呼ばれていた。高井田ラーメンの店舗も高井田停留所付近に多い。
- 長瀬川緑地（長瀬川遊歩公園）
- 布施公園
- 川俣下水処理場（川俣スカイランド）
- 東大阪高井田郵便局
- 東大阪西堤郵便局
- ライフ高井田店
- オーケー高井田店 - 2024年11月26日に関西初の店舗として開店[5]。
- ハードロック工業 本社・工場
- 東大阪大学
- 東大阪大学短期大学部
- 東大阪大学敬愛高等学校
- 東大阪市立高井田中学校
- 網干総合車両所明石支所 放出派出所
- 国道308号（築港枚岡線）
- 阪神高速13号東大阪線 - 高井田出入口とは約600メートル離れている。
- 近鉄バス「高井田五丁目」停留所 - 約500メートル離れている。

## バス路線
大阪バス（高井田中央駅停留所）
国道308号線沿い
- 1番のりば（ルクスビル前、高井田駅3号出入口）
  - 高速バス「京都特急ニュースター号」乗車のみ：京都駅行、清水五条駅・祇園四条駅行
- 2番のりば（高井田駅1号出入口）
  - 高速バス「京都特急ニュースター号」降車のみ

高井田中央駅東側ロータリー
- 3番のりば（JR高井田中央駅東側ロータリー）
  - 東大阪西地区循環バス（北回り線 H61系統・H62系統・H63系統・H68系統）：布施駅南口行、俊徳道駅行、市立東大阪医療センター行
  - 東大阪西地区循環バス（機械団地線 H64系統）：布施駅南口経由俊徳道駅行き、機械団地西経由市立東大阪医療センター行き
  - 布施徳庵線 （T81系統・T82系統・H68系統）：小阪一丁目経由布施駅南口行き、徳庵駅前行き

## 隣の駅
大阪市高速電気軌道 (Osaka Metro)
 中央線
深江橋駅 (C21) - 高井田駅 (C22) - 長田駅 (C23)
- ( ) 内は駅番号を示す。